# Scatella savegre
Scatella savegre är en tvåvingeart som beskrevs av Wayne N. Mathis och Manuel A. Zumbado 2005. Scatella savegre ingår i släktet Scatella och familjen vattenflugor.
Artens utbredningsområde är Costa Rica. Inga underarter finns listade i Catalogue of Life.